# 石高ゆめの
石高 ゆめの（いしたか ゆめの、2001年3月7日 - ）は日本のアイドル、モデル。大阪府出身。シンセカイヒーローのメンバーで、スリジエWESTの元メンバーでもある。所属事務所はクリーブラッツ大阪支社。愛称は、ゆめ・ゆめのちゃん・ゆめのん。

## 略歴

### 2016年
- バレリーナ専門のモデル事務所へ入所[2]。

### 2017年
- 7月10日、ドリームプロジェクトへ入所[3]。
- 12月10日、スリジエ候補生WESTガーデンとして、ステージデビューを果たす[4]。当時の担当カラーは薄ぴんく色[5]。

### 2018年
- 8月22日、仮面女子シアター公演2部の組閣発表で、スリジエWEST天組への昇格が決定する[6]。
- 10月13日、仮面女子シアター休日公演1部の卒業式でスリジエ候補生WEST卒業。同日公演2部の加入式でスリジエWESTのメンバーとなる。担当カラーは白色。[7]

### 2023年
- 3月25日、TakaraOsakaでの解散公演をもってスリジエWEST解散後、シンセカイヒーローの立ち上げメンバーとなる[8]。担当カラーは白色。

## 人物
- かねてよりモデル志望である。
- 趣味は、カービィを集めること[1]、万バズポストの引用リポストを見ること[9]。
- 特技は、3歳から高校卒業まで習ったクラシックバレエ[1][10]。
- 夢は、SEKAI NO OWARIのMVに出演すること。
- SEKAI NO OWARIでずっと好きな曲は、眠り姫、 スノーマジックファンタジー[11]。
- シンセカイヒーローの楽曲「きみがいいのに」では、作詞を担当[12]。
- 好きな食べ物は、ハヤシライス、ピザ、アボカド、乳製品、カヌレ、パン、パスタ[13][14]。
- 姉弟は、4歳年の離れた弟がいる[15]。
- 愛犬に「ちょこ」という名前のプードルがいる[16]。
- ガチ恋口上は、「ゆめの夢見てゆめの～！」[7]。
- ファン界隈を「ゆめのくに」と名付けている[17]。
- SNSでは、自身が食べるおやつを「#ゆめのおやつ」として紹介している。

## 出演

### CM
- 高須クリニック（2018年4月3日〜2025年3月31日）−　オリックス・バファローズ主催試合での京セラドーム大阪ビジョンCM、街頭ビジョンCM、テレビCM、ラジオCM、広告看板（大阪府、京都府）、新聞広告。[18]

### ラジオ
- ガルステッ!「シンセカイヒーローのアリっちゃアリやな」（ラジオ関西、毎月第4週放送）[19]　−　メインパーソナリティ

### 配信番組
- シンセカイヒーローSPクッキング（cookpadLive、2023年7月14日）[20]
- 小嶋 花梨のThe interview（YouTube、2023年11月8日）[21]

### 雑誌
- 「HOT WATER 2018年6月号」（造形社、2018年5月10日）[22]　−　グラビア
- ウェブマガジン「221B JOURNAL」（2020年4月7日）[14]　−　ポートレートグラビア
- 「モトモト 2023年12月号」（造形社、2023年11月6日）[23]　−　COVER MODEL
- 「IDOLOOKIN Vol.8」（910エンターテイメント、2024年11月20日）[24]　−　表紙、巻頭特集
- 「IDOL FILE Vol.36」（ロックスエンタテインメント、2025年7月4日）[25]

### イベント
- 私立近代麻雀学園  at 旧笠原小学校（2024年8月13日）[26]。